# ليمون لامبلي
ليمون لامبلي (بالإنجليزية: Lemone Lampley)‏ مواليد 9 مارس 1964 في شيكاغو، هو لاعب كرة سلة أمريكي سابق. بدأ مسيرته الاحترافية في سنة 1986. تم اختياره من قبل فريق سياتل سوبرسونيكس خلال الدرافت. حمل الرقم 32. يبلغ طوله 6 قدم 11 بوصة (2.1 م). اعتزل اللعب في 1994.

## المسيرة الاحترافية
لعب مع سباستياني باسكت رييتي في الدوري الإيطالي في موسم 1986–1987، ثم لعب مع نادي سرقسطة لكرة السلة في الدوري الإسباني في موسم 1987–1988، ثم لعب مع جوفينتوت بادالونا في موسم 1989–1990، ثم لعب مع منز سانا 1871 باسكت من سنة 1990 إلى 1993.

## روابط خارجية
- ليمون لامبلي على موقع سبورتس رفرنس (الإنجليزية)
- ليمون لامبلي على موقع الدوري الإسباني لكرة السلة (الإسبانية)
- ليمون لامبلي على موقع كلية كرة السلة في سبورتس رفرنس.كوم (الإنجليزية)
- ليمون لامبلي على موقع ريلجم (الإنجليزية)
- ليمون لامبلي على موقع بروبوليرز (الإنجليزية)
- ليمون لامبلي على موقع سبورتس رفرنس (الإنجليزية)